# نيك فريمان
نيك فريمان (بالإنجليزية: Nick Freeman)‏ هو كاتب عدل ‏ بريطاني، ولد في 1956.